# Kamerdebat
Een Kamerdebat is een  debat tussen de leden van een parlement, eventueel met ministers of andere aanwezige derden, over het gevoerde, of nog te voeren beleid van de regering. De kamervoorzitter zit deze debatten voor.

## Nederland
Johan Rudolph Thorbecke had bij de grondwetsherziening van 1848 de gedachte dat leden van de Eerste en Tweede Kamer der Staten-Generaal zonder last of ruggespraak dankzij een open debat tot goed beleid zouden moeten komen. Mede door fractiediscipline, politieke belangen en vasthoudendheid aan verkiezingsprogramma's zijn veel Kamerdebatten echter in de praktijk weinig open; het lukt Kamerleden zelden om door middel van argumenten hun collega's te overtuigen.